# Trous de mémoire
Pour plus de détails, voir Fiche technique et Distribution.
Trous de mémoire est un film français réalisé par Paul Vecchiali en 1984.

## Synopsis
Paul donne rendez-vous à Françoise, avec qui il a vécu autrefois, afin de tenter de la reconquérir.

## Fiche technique
- Réalisation et scénario : Paul Vecchiali
- Production : Diagonale Diffusion
- Directeur de la photographie : Georges Strouvé
- Ingénieur du son : Jean-François Chevalier
- Musique : Antoine Dornell
- Assistant-réalisateur : Didier Albert
- Montage : Paul Vecchiali, Khadicha Bariha
- Durée : 85 minutes
- Format image : 35 mm - Couleur
- Langue : français

## Distribution
- Paul Vecchiali
- Françoise Lebrun